# Christopher Ferguson
Pour les articles homonymes, voir Ferguson.
Christopher John Ferguson, né le 1er septembre 1961 à Philadelphie en Pennsylvanie est un astronaute américain de la National Aeronautics and Space Administration (NASA). Il est affecté au programme du Boeing CST-100 Starliner et doit participer à l'une des deux premières missions, Boe-CFT ou Boeing Starliner-1.

## Biographie
Il a obtenu un baccalauréat en sciences en génie mécanique à la Drexel University en 1984, ainsi qu'une maîtrise en aéronautique à la Naval Postgraduate School en 1991.

## Missions
Christopher Ferguson totalise trois vols dans l'espace :
- Il a d'abord été le pilote de la navette spatiale Atlantis lors de la mission STS-115, qui a décollé le 9 septembre 2006.
- Il a ensuite commandé la navette spatiale Endeavour lors de la mission STS-126, lancée le 14 novembre 2008. L'objectif de la mission était de livrer à la Station spatiale internationale (ISS) des équipements permettant d'accroître sa capacité d'accueil.
- Il a enfin été le dernier commandant d'une navette spatiale, le 8 juillet 2011 (navette Atlantis, vol STS-135).